# Stjepan Domaćinović
Stjepan Domaćinović nadimka Kokan (Bugojno, 1931.  –  Brela, 31. svibnja 2009.),
 bh. političar hrv. nacionalnosti, gospodarstvenik, lokalni i športski dužnosnik i športaš

## Životopis
Rodio se u Bugojnu. Pripadnik prve generacije niže realne Gimnazije u Bugojnu. Gimnaziju su upisali 1945. a završili 1948. godine. U Zemunu je završio srednju prometnu školu. Poslije je završio i fakultet. Domaćinovićev ulazak u gospodarstveni i politički život Bugojna istoznačnica je za meteorski briljantni gospodarstveni, urbanistički, infrastrukturni, kulturni, športski, politički i svaki ostali uzleta Bugojna u orbitu najrazvijenijih gradova Jugoslavije. Zbog njegovih je zasluga grad nosio nadimak Kokangrad.
Prvo se zaposlio u bugojanskom autoprijevoznom poduzeću Špediciji. Na položaj direktora imenovan je početkom 60-ih godina 20. stoljeća. Sposobni gospodarstvenik Domaćinovića je od poduzeća napravio uspješnog gospodarskog diva u cestovnom prometu. Tvrtka je i nakon njegova odlaska, sve do 1991. godine bila vodeći prijevoznik u teretnom prometu u SFRJ. Bugojanci ga pamte kao najuspješnijeg predsjednika općine. Bio je gradonačelnik Bugojna. Lukavi gradonačelnik izborio je mnogo za svoj grad. Dio neformalnog bugojanskog lobija Hrvata, za čijeg je djelovanja Bugojno postalo najrazvijenija općina u BiH. Iskoristili su strasti vječnog predsjednika SFRJ Tita za gradski interes. Od Branka Mikulića na vrhu i Hrvoja Ištuka, preko republičkih moćnika, zajednice općina sve do lokalne razine, tu su bili uz Kokana Rafael Primorac, Rodoljub Mikulić i drugi. Obnašao je Domaćinović dužnost predsjednika Općine Bugojno u mandatu od 1974. do 1982. godine. Znao je kakvi su potencijali bugojanskog kraja. Gospodarstvo je onda već imalo razvojnu sastavnicu, ali Domaćinović je napravio još više. Grad je pretvorio u snažno industrijsko središte. Za njegova mandata Bugojno je bilo jedna od najrazvijenijih Općina u bivšoj Jugoslaviji, a grad među prvih 5 od 150 gradova u SFRJ.
Mnogo je dao za grad Bugojno i širu zajednicu. Grad je tad dobio dvoranu i stadion. Stadion je kad je Iskra ulazila u 1. saveznu ligu Jugoslavije sagrađen u 75 dana. Podignut je KSC, stadion Jaklić, a bolnica koju je započeo stjecajem okolnosti nije završena zbog rata. Kokan je bio taj koji je pokrenuo gradnju novog stadiona i športske dvorane. U funkciju su pušteni olimpijske 1984. godine i bili su tad među najljepšim športskim objektima u BiH. Bugojno je u njegovo vrijeme bilo vodeće u SFRJ po broju zaposlenih (16.000) u odnosu na broj stanovnika (48.000). Grad se razvio, osuvremenio, gospodarstvo je bilo dobrim dijelom usmjereno na izvoz, mladež nije odlazila, nego su nakon diplomiranja vraćali u svoj grad i zapošljavali. Čak su i iz drugih krajeva države dolazili stručnjaci raznih profila. Infrastrukturnih projekti su se rješavali, rasle su škole, stambeni blokovi i drugi objekti. Grad je bio mjesto ugodna življenja, a putnici koji su išli na more zadržavali su se više dana u Bugojnu. Poslije predsjednikovanja u općini bio je dugogodišnji predsjednik NK Iskre, po čemu je osobito zapamćen u gradu. Od Iskre je stvorio respektabilan klub na državnoj razini, a pomagao je i ostala športska društva u gradu. Bio je pravi lokalni šerif i zbog toga je bilo vrlo teško suditi Iskri, uz trebinjski Leotar, brčansko Jedinstvo i prilepsku Pobedu klubove u bivšoj Jugoslaviji kojima je bilo najteže suditi. Poslije općine popeo se na višu stubu. 1982. godine otišao je u Sarajevo obnašati dužnost ministra prometa SRBiH. Nije poput nekih zaboravio svoj grad odlaskom u glavni grad republike, nego je nastavio istim tempom uspješno raditi za dobrobit svog kraja, pa je grad i dalje jačao. Ostavština Domaćinovićeva vođenja općine, kao i ostalih iz bugojanskog lobija, je Međunarodni velemajstorski šahovski turnir Bugojno, pored ostalog je najjači šahovski turnir na svijetu u svoje vrijeme, koji se igra redovno svake druge godine od vremena kad je Domaćinović bio na čelu bugojanske općine, koja tad ničim nije oskudijevala. Turnir je pokrenut na njegovu inicijativu. Ratna zbivanja u BiH počela su već 1991., a širenjem ratnih djelovanja prema unutrašnjosti BiH Kokan je otišao iz svog grada i više nije došao u Bugojno, čak ni nakon rata.   
Umro je u obiteljskoj kući u Brelima u Hrvatskoj 31. svibnja 2009. godine.
Danas mu predstavnici NK Iskre i ŽNK Iskre na obljetnicu njegove smrti dolaze na grob u Brelima gdje je pokopan.
Općina Bugojno mu je postumno dodijelila najveće općinsko priznanje Počasni građanin Općine Bugojno u znak zahvalnosti za sve što je učinio za njen razvoj i prosperitet. Mnogi Bugojanci smatraju da bi trebalo neku od gradskih ulica nazvati njegovim imenom. Bugojno se još nije povelo primjerom Uskoplja koji je nazvao ulice po zaslužnicima za BiH, Brankom Mikulićem i Džemalu Bijediću. U središtu Bugojna kao i u ostatku grada sredinom 1990. sve su ulice dobile nove imena, ali nije se ni deset godina poslije Kokanove smrti našlo za shodno nazvati ulicu po njemu.